# Critérium International 2000
Il Critérium International 2000, sessantanovesima edizione della corsa, si svolse dal 25 al 26 marzo su un percorso di 285 km ripartiti in 3 tappe, con partenza a Saint Jean de Luz e arrivo a Pau. Fu vinto dallo spagnolo Abraham Olano della ONCE-Deutsche Bank davanti al suo connazionale Juan Carlos Domínguez e al kazako Aleksandr Vinokurov.

## Tappe
| Tappa  | Data     | Percorso                      | km   | Vincitore di tappa | Leader cl. generale |
| ------ | -------- | ----------------------------- | ---- | ------------------ | ------------------- |
| 1ª     | 25 marzo | Saint Jean de Luz > Jurançon  | 192  | Gordon Fraser      | Gordon Fraser       |
| 2ª     | 26 marzo | Morlaas > Gourette            | 81   | Leonardo Piepoli   | Leonardo Piepoli    |
| 3ª     | 26 marzo | Pau > Pau (cron. individuale) | 11,5 | Laurent Brochard   | Abraham Olano       |
| Totale | Totale   | Totale                        | 285  |                    |                     |

## Dettagli delle tappe

### 1ª tappa
- 25 marzo: Saint Jean de Luz > Jurançon – 192 km

| Pos. | Corridore           | Squadra         | Tempo    |
| ---- | ------------------- | --------------- | -------- |
| 1    | Gordon Fraser       | Mercury         | 4h36'00" |
| 2    | Stuart O'Grady      | Crédit Agricole | s.t.     |
| 3    | Gian Matteo Fagnini | Telekom         | s.t.     |

| Pos. | Corridore         | Squadra         | Tempo    |
| ---- | ----------------- | --------------- | -------- |
| 1    | Gordon Fraser     | Mercury         | 4h36'00" |
| 2    | Stuart O'Grady    | Crédit Agricole | a 1"     |
| 3    | Glenn D'Hollander | Lotto-Adecco    | a 4"     |

### 2ª tappa
- 26 marzo: Morlaas > Gourette – 81 km

| Pos. | Corridore           | Squadra | Tempo    |
| ---- | ------------------- | ------- | -------- |
| 1    | Leonardo Piepoli    | Banesto | 2h13'31" |
| 2    | Aleksandr Vinokurov | Telekom | a 4"     |
| 3    | Massimiliano Lelli  | Cofidis | a 18"    |

| Pos. | Corridore           | Squadra | Tempo    |
| ---- | ------------------- | ------- | -------- |
| 1    | Leonardo Piepoli    | Banesto | 6h49'46" |
| 2    | Aleksandr Vinokurov | Telekom | a 4"     |
| 3    | Abraham Olano       | ONCE    | a 18"    |

### 3ª tappa
- 26 marzo: Pau > Pau (cron. individuale) – 11,5 km

| Pos. | Corridore          | Squadra       | Tempo  |
| ---- | ------------------ | ------------- | ------ |
| 1    | Laurent Brochard   | Jean Delatour | 14'32" |
| 2    | Abraham Olano      | ONCE          | a 3"   |
| 3    | Christopher Horner | Mercury       | a 5"   |

| Pos. | Corridore             | Squadra           | Tempo    |
| ---- | --------------------- | ----------------- | -------- |
| 1    | Abraham Olano         | ONCE              | 7h04'39" |
| 2    | Juan Carlos Domínguez | Vitalicio Seguros | a 3"     |
| 3    | Aleksandr Vinokurov   | Telekom           | a 15"    |

## Classifiche finali

### Classifica generale
| Pos. | Corridore             | Squadra                          | Tempo    |
| ---- | --------------------- | -------------------------------- | -------- |
| 1    | Abraham Olano         | ONCE-Deutsche Bank               | 7h04'39" |
| 2    | Juan Carlos Domínguez | Vitalicio Seguros-Grupo Generali | a 3"     |
| 3    | Aleksandr Vinokurov   | Team Deutsche Telekom            | a 15"    |
| 4    | Massimiliano Lelli    | Cofidis                          | a 20"    |
| 5    | Rik Verbrugghe        | Lotto-Adecco                     | a 35"    |
| 6    | Jonathan Vaughters    | Crédit Agricole                  | a 45"    |
| 7    | Laurent Brochard      | Jean Delatour                    | a 47"    |
| 8    | Christopher Horner    | Mercury                          | a 48"    |
| 9    | Aitor Osa Eizaguirre  | Banesto                          | a 49"    |
| 10   | Jörg Jaksche          | Team Deutsche Telekom            | a 1'11"  |